# قائمة البعثات الدبلوماسية في الكويت

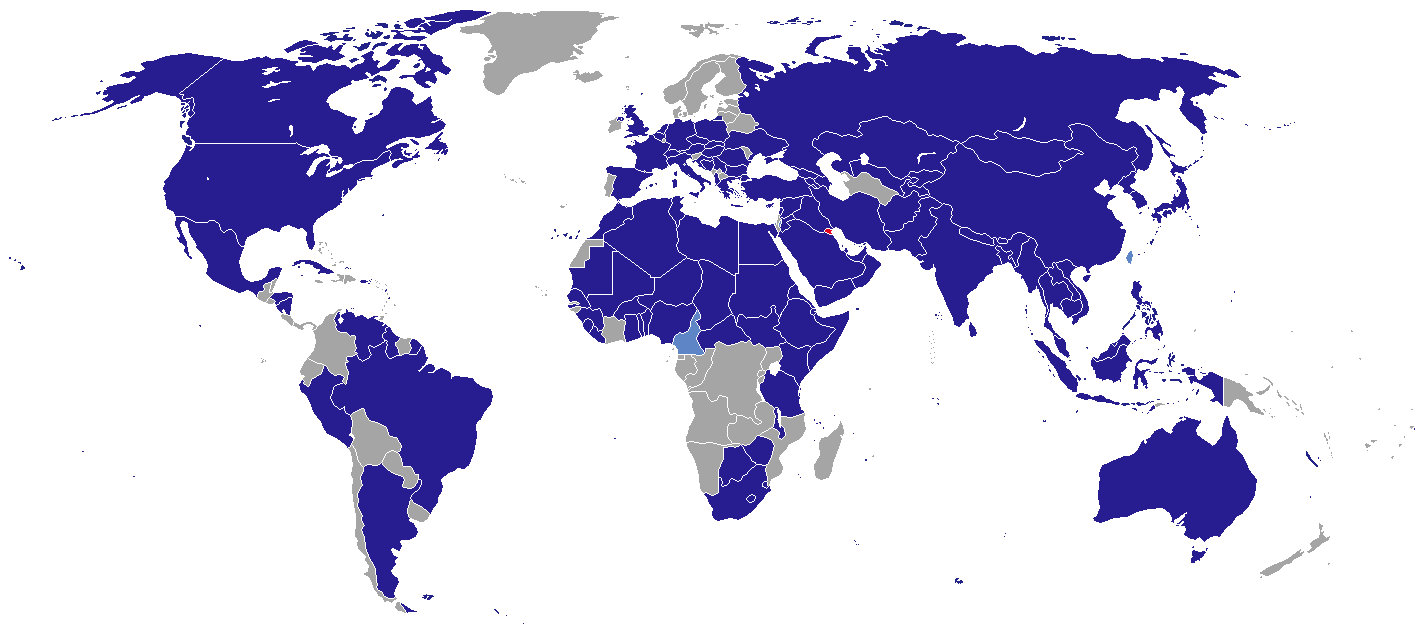
خريطة البعثات الدبلوماسية في الكويت

هذه قائمة بالبعثات الدبلوماسية في الكويت. يوجد حاليا 89 السفارات في مدينة الكويت، (لا تشمل القنصليات الفخرية).

## السفارات في الكويت
| - أفغانستان - ألبانيا - الجزائر - الأرجنتين - أرمينيا - أستراليا - النمسا - أذربيجان - البحرين - بنغلاديش - بلجيكا - بوتان - البوسنة والهرسك - بوتسوانا - البرازيل - بروناي - بلغاريا - بورما - كندا - الصين - كوبا - قبرص - التشيك - جيبوتي - مصر - إريتريا - إثيوبيا - فرنسا - جورجيا - ألمانيا | - اليونان - غيانا - الكرسي الرسولي - المجر - الهند - إندونيسيا - إيران - العراق - إيطاليا - اليابان - جامايكا - الأردن - كينيا - كوريا الشمالية - كوريا الجنوبية - لبنان - ليبيا - ماليزيا - موريتانيا - المكسيك - منغوليا - المغرب - نيبال - هولندا - النيجر - نيجيريا - سلطنة عمان - باكستان - السلطة الوطنية الفلسطينية - بيرو | - الفلبين - بولندا - قطر - رومانيا - روسيا - السعودية - السنغال - صربيا - سلوفاكيا - جنوب أفريقيا - إسبانيا - سريلانكا - السودان - سوازيلاند - سويسرا - سوريا - تايلاند - تونس - تركيا - أوكرانيا - الإمارات العربية المتحدة - المملكة المتحدة - الولايات المتحدة - أوزبكستان - فنزويلا - فيتنام - اليمن - زيمبابوي - جنوب السودان |

## وظائف أخرى في مدينة الكويت
- جمهورية الصين (مكتب الممثل والاقتصادية)
- قبرص الشمالية (مكتب تمثيلي)[2]